# مجزرة إهدن
مجزرة إهدن، هو الاسم الذي أطلق على الهجوم الذي قامت به القوات اللبنانية على بلدة إهدن في 13 يونيو 1978 والذي أدى إلى مقتل زعيم ميليشيا المردة طوني فرنجية وعدد من أنصاره. جاء الهجوم بعد أن بلغ التوتر ذروته بين تيار المردة و‌حزب الكتائب. ظهرت بوادر الانشقاق بين الطرفين المنتمين إلى الجبهة اللبنانية بعد تنامي الخلاف بين سليمان فرنجية وباقي أعضاء الجبهة حول الدور السوري إضافة إلى التنافس التقليدي بين الحزبين. زاد الخلاف مع محاولة بشير الجميل قائد القوات اللبنانية الهيمنة على حلفائه ودمج ميليشياتهم تحت راية القوات. بعد تنامي المناوشات بين الطرفين وخصوصًا بعد مقتل جود البايع، مسؤول الكتائب في منطقة زغرتا - الزاوية، قرر الجميل الضرب بقوة وكلف سمير جعجع بالهجوم على معقل فرنجية الصيفي لكن جعجع أصيب قبل الوصول إلى إهدن فعهد إلى أحد القادة الميدانيين بالعملية. لم يستطع المسؤول الجديد السيطرة على عناصره الشرسة، فتسبب الهجوم في مقتل طوني فرنجية وزوجته فيرا قرداحي وابنته جيهان البالغة من العمر سنتين ونصف السنة وأكثر من ثلاثين من أنصاره. أدى حدوث المجزرة إلى تفجير الوضع بين المردة و‌سوريا من جهة والجبهة اللبنانية من جهة أخرى وكان عاملًا هامًا في اندلاع حرب المائة يوم في صيف 1978.